# El noctámbulo
El noctámbulo es una película uruguaya de 2006. Dirigida por Gabriel Díaz, es un cómic cinematográfico de intriga y acción protagonizado por el mismo Gabriel Díaz, Sergio Pereira y Gabriela Ers.

## Sinopsis
Cuando Marcos Andrade (Gabriel Díaz) descubre los secretos de su patrón, un poderoso empresario acusado de fraude para quien trabaja, este querrá deshacerse de su empleado. Marcos, en venganza y oculto tras una máscara, empieza una cacería nocturna que lo pondrá cara a cara con su enemigo.

## Protagonistas
- Gabriel Díaz (Marcos Andrade)
- Sergio Pereira (Lucio Franco)
- Gabriela Ers
- Fernando Lemos
- Verónica D'Andrea
- Fabio Zidan
- Guillermo Noble